# Paramount Networks EMEAA
Paramount Networks Europe, Middle East, Africa & Asia (EMEAA) (anteriormente MTV Networks Europe, Viacom International Media Networks Europe y posteriormente ViacomCBS Networks EMEAA) es la división para Europa, Oriente Medio, África y Asia de Paramount International Networks, filial de Paramount Skydance Corporation.
Paramount International Networks incluye las marcas de entretenimiento multimedia MTV, Nickelodeon, Comedy Central y Paramount Network. 
Su sede principal se ubica en Madrid (España), con oficinas en Lisboa, París, Amsterdam, Berlín, Milán, Dubai, Johannesburgo y Lagos, Budapest, Varsovia, Singapur, Moscú, Estocolmo, Tokio, Pekín, Manila, Copenhague, Praga, Helsinki y Hong Kong. ViacomCBS Networks International lanzó su primer canal MTV Europe el 1 de agosto de 1987 desde Ámsterdam, con sede principal en Londres. La regionalización de los canales de MTV Networks Europe comenzó en marzo de 1997 con el lanzamiento de MTV Alemania. 
Hoy en día, MTV sigue siendo la marca más ampliamente distribuida de Paramount International Networks, en octubre de 2008 logró alcanzar más de 218.186.000 millones de hogares en toda Europa.[cita requerida]

## Historia

### MTV Networks Europe (1987-2009)
Tras su lanzamiento en Europa a finales de la década de 1980, MTV Europe hizo uso de la identidad de MTV USA en el aire. En el transcurso del tiempo, MTV Europa produjo gradualmente su propia identidad en el aire a lo largo de los años noventa. 
A partir de 1997, la regionalización de MTV en toda Europa generó una identidad especializada en el aire que reflejó los gustos e influencias de cada región. Como parte de una estrategia global de rebranding, MTV Networks International decidió producir una nueva identidad en el aire que se transmitiría en todos los canales de MTV alrededor del mundo (excepto MTV USA, MTV Canada y MTV Brasil). 
El 1 de julio de 2009, los 64 canales de MTV comenzaron a compartir la misma marca en el aire. Este branding hizo uso de un logotipo estandardizado, idents y promos (exceptuando a MTV USA, MTV Canada y MTV Brasil). La iniciativa de marca en el aire se llamó Pop X1000 reflejando la naturaleza cambiante de la cultura popular con MTV en el corazón de estos rápidos cambios. La marca fue diseñada por el departamento de diseño de MTV World Design Studio en Milán, con diseños adicionales agregados por otros departamentos globales durante todo el año. El branding fue supervisado por Universal Everything. Esta marca fue adoptada por MTV Networks Europe, MTV Networks Asia, MTV Networks África y MTV Networks Latin America. Como parte de la campaña de sensibilización de MTV, MTV se asoció con la distribuidora española ZARA en diciembre de 2009 para ofrecer camisetas temáticas de marca y sudaderas que representan la campaña "Pop X 1000%". A partir del 8 de noviembre de 2010 MTV lanzó una tercera fase de idents.
En 2010, MTV remarcado toda su red de canales a nivel mundo que producen una versión revisada del logotipo tradicional de MTV. Se decidió que los canales de MTV Networks International adoptarían este logo en una fecha posterior. El 1 de julio de 2011, MTV Networks Europe renueva su red en toda Europa y en todo el mundo. MTV reemplazaría su tradicional logotipo MTV: Music Television para ser reemplazado por el actual logotipo de MTV USA. El 30 de junio de 2011, los sitios web de MTV en toda Europa comenzaron a utilizar la nueva marca. Como parte de una nueva estrategia, MTV Networks Europe formaría parte de Viacom International Media Networks. MTV Networks Europe se renombró en 2011.
MTV Networks Baltic, una división de MTV Networks Europe, cesó la transmisión de sus canales de idioma local dentro de la región con efecto inmediato. MTV Letonia y MTV Lituania dejaron de operar como canales individuales en enero de 2009 y se sustituyeron por MTV Lituania y Letonia. A partir del 18 de noviembre de 2009, MTV Estonia y MTV Lituania y Letonia dejaron de operar. Ambos canales fueron sido sustituidos por MTV Europe por el momento. MTV Networks International anunciaría en el futuro de MTV Estonia como marca, mientras que MTV Lituania y Letonia dejarían de existir como marca. MTV en la región del Báltico ha sido considerado como algo problemático, después de varios años bajo MTV Networks International (Europa), MTVNI estableció un acuerdo de licencia con Ananey Communications en 2008 para seguir difundiendo los canales de MTV Baltic. Con la recesión global, la publicidad y el patrocinio dentro de la región se hicieron limitados. Resultó en el cierre de MTV Lituania y se sustituyó por MTV Letonia y Lituania. Otras dificultades financieras resultaron en el cierre "temporal" de MTV Estonia y MTV Letonia y Lituania.

### VIMN Europe (2010-presente)
Tras la fusión de las operaciones de MTV Networks New Zealand y MTV Networks Australia en una red con sede en Sídney en 2010, MTV (Australia y Nueva Zelanda) y su marca hermana Comedy Central (Nueva Zelanda) se colocaron bajo el nombre de VIMN - Viacom International Media Networks UK , Irlanda, Australia, Europa Central y Europa y Distribución Internacional de Contenidos.
El 4 de noviembre de 2010, las oficinas de MTV Networks International en Ámsterdam confirmaron que a partir del 1 de enero de 2011, TMF en los Países Bajos se reduciría a las 15:00 horas cada día. A partir del 4 de abril de 2011 TMF fue gradualmente reemplazado por Kindernet, el canal sólo estaba disponible en línea desde el antiguo sitio web TMF.nl. El 1 de septiembre de 2011, TMF en los Países Bajos dejó de transmitir. TMF Nederland fue el canal original antes de lanzar canales locales en Bélgica, Reino Unido y Australia. Estos canales locales han sido reemplazados por canales diferentes. Los canales digitales de TMF en los Países Bajos TMF Live y TMF NL también dejaron de transmitir. TMF Flanders en Bélgica difunde actualmente como el único canal TMF.
El 16 de septiembre de 2011, Viacom International Media Networks confirmó que sus operaciones en los países nórdicos, Benelux y Alemania operarían bajo Viacom International Media Networks Northern Europe. VIMN Northern Europe opera desde sus oficinas centrales en Ámsterdam, Estocolmo y Berlín. Aunque estos cambios resultaron en pérdidas de empleo en sus oficinas de MTV Networks Benelux en Bélgica y los Países Bajos. Sus oficinas suecas operan canales locales como MTV y VH1 dentro de la cartera de canales de música de VIMN Northern European. Todos la programación para niños y familiares operan desde Berlín, que incluyen versiones localizadas de Nickelodeon, Nick Jr. y Kindernet. Mientras que todos los canales localizados de Comedy Central serán operados desde Ámsterdam. Las oficinas de MTV en Ámsterdam permanecerían abiertas y actuarían como centro técnico de juego para los canales.
En diciembre de 2012, Viacom International Media Networks y ProfMedia anunciaron el cierre de MTV Rusia. ProfMedia, que compró MTV Rusia a VIMN en 2007, afirmó que la marca MTV ya no es relevante en el territorio y será reemplazada por una marca de entretenimiento más orientada a la juventud llamada 'Friday' el 1 de junio de 2013. MTV Rusia fue uno de los canales más ampliamente distribuidos en la Federación de Rusia y anteriormente se consideró el canal más visto en el territorio. 
Hoy, el canal ha sido relegado a los 20 principales canales en Rusia. VIMN manifestó su compromiso con la región al señalar que sus otros canales y marcas de MTV como VH1, Nickelodeon y la recién localizada Comedy Central continuarán transmitiendo por toda Rusia en cable y proveedores de televisión digital. También se ha señalado en algunos informes que MTV como marca está en crisis en otros territorios de Europa del Este con la caída de las calificaciones de MTV Polonia y otros canales MTV locales en Europa Central y Oriental. 
Esta es una tendencia en curso para MTV a nivel mundial, se informó en otoño de 2012 que MTV EE. UU. y sus otros canales han visto una caída en los ingresos y las cifras de audiencia. A pesar de la competencia de los sitios web de música bajo demanda, la transformación de MTV en la televisión orientada a la música al paso de la realidad orientada a la juventud y los reality shows con guion no ha logrado encender la marca. El 31 de mayo de 2013 MTV Ucrania dejó de radiodifusión debido a la caída de las calificaciones.
En otoño de 2013, Viacom International Media Networks anunció que relanzaría sus canales MTV a nivel mundial con una nueva identidad en el aire. Esto entró en vigor el 1 de octubre de 2013.
El 3 de julio de 2013 Viacom International Media Networks lanzó una versión localizada de MTV Base en Sudáfrica. MTV Sudáfrica es un canal de exclusión del mismo canal con una selección única de programación dirigida a Sudáfrica. 
El 5 de julio de 2013 VIMN anunció que ha comprado el 51% de MTV Italia el canal anteriormente era una empresa conjunta en gran parte propiedad de Telecom Italia Media y VIMN. Las condiciones de propiedad han cambiado, lo que significa que VIMN tiene una mayor participación en el canal. El 12 de septiembre de 2013, VIMN Europe anunció que ha adquirido el 100% de MTV Italia y los canales asociados de Telecom Italia. Viacom tomó el control total del canal y lanzó en la plataforma de Sky, el nuevo canal MTV Next. Viacom continúa transmitiendo en Italia a través de la TDT el canal libre MTV Music (Italia) y permanece activo con Comedy Central, Nickelodeon y Nick Jr. a través de la plataforma de Sky Italia. MTV Classic Italia y MTV Hits Italia cerraron el 1 de agosto. 
El 11 de octubre de 2013, las operaciones de VIMN en Sídney anunciaron que reduciría su tamaño. Desde el final del año, toda la radiodifusión será trasladada a VIMN en Londres. El departamento de publicidad de VIMN Sydney en Nickelodeon Australia y Nueva Zelanda no se verán afectados por este movimiento.
A partir de enero de 2014, MTV República Checa y Eslovaquia estarán bajo la plena propiedad de VIMN Europa. Tras la decisión del actual operador CME de devolver la licencia a VIMN. El canal fue sustituido por MTV Europe en enero de 2014, con la posibilidad del relanzamiento del canal. Del mismo modo, MTV Hungría dejó de radiodifusión el 31 de diciembre de 2013.  A principios de 2014, Czech TV (RRTV es el titular de la licencia de MTV en Europa del Este) emitió a MTV Hungría una nueva licencia, pero se devolvió el 8 de enero de 2014. El 1 de agosto de 2015 en MTV Italia (sin DTT a la estación aérea) fue vendida a Sky Italia. 
El 10 de enero de 2016, VIMN cerró su canal griego de MTV debido a un rechazo en publicidad y competencia de MAD TV, el canal fue reemplazado por MTV Europe. VIMN Europe confirmó su cierre el 6 de enero de 2016. Esto no afecta al servicio griego Nickelodeon.

## Canales

### MTV
Esta es una lista de canales regionales de MTV en Europa, en orden de lanzamiento:
- MTV Germany (marzo de 1997)
- MTV UK  (julio de 1997)
- MTV Italia (septiembre de 1997)
- MTV Rusia (septiembre de 1998)
- MTV France (junio de 2000)
- MTV Polonia (julio de 2000)
- MTV Netherlands (septiembre de 2000)
- MTV España (Septiembre 2000)
- MTV (Rumanía) (junio de 2002)
- MTV Portugal (julio de 2003)
- MTV Flanders (febrero de 2004)
- MTV Denmark (mayo de 2005)
- MTV Adria (septiembre de 2005)
- MTV Finland, MTV Sweden, MTV Norway (septiembre de 2005)
- MTV Hungary (octubre de 2007)
- MTV Live (septiembre de 2008)
- MTV Switzerland (abril de 2009)
- MTV South Africa (2015)
- MTV2 Europe
- MTV 80s
- MTV 90s
- MTV 00s
- MTV (Latinoamérica) (febrero de 2024)

### Nickelodeon
- Nickelodeon Francia
- Nickelodeon Alemania
- Nickelodeon España
- Nickelodeon Radio
- Nick Jr. 2
- Nickelodeon Portugal
- Nick Jr. Latinoamérica
- Nickelodeon Latinoamérica

### VIVA
- VIVA Alemania
- VIVA Plus (Alemania)
- VIVA Zwei
- VIVA Swiss (Suiza)
- VIVA Polska

### Otros
- GameOne
- TMF Nederland (Benelux)
- TMF Vlaanderen (Benelux)
- The Box Channel (Benelux)
- Paramount Network
- Comedy Central Latinoamérica

#### Eliminados
- M2 (sustituido por MTV2 en 2002)
- MTV Brand New Italia (reemplazado por MTV Rocks)
- MTV Classic Italia
- MTV Pulse Italia (sustituido por MTV Dance)
- XXXX (sustituido por MTV Flux en Italia)
- MTV Extra (reemplazado con MTV Hits en 2001)
- VH1 Alemania (sustituido por MTV2 Pop en 2001)
- MTV2 Pop (sustituido por Nickelodeon Alemania en 2005)
- MTV Classic Poland (sustituido por VH1 Polska a 1 de diciembre de 2005)
- VH2 (reemplazado por MTV Flux en el verano de 2006)
- MTV Flux (reemplazado por MTV One +1 el 1 de febrero de 2008)
- QOOB originalmente emitido en Italia cerró en enero de 2009, resucitó en abril de 2009, cerró de nuevo en 2010.
- TMF (excepto TMF Vlaanderen, todos los demás sustituidos por VIVA en 2009)
- MTV Estonia (sustituido por MTV Europe el 18 de noviembre de 2009)
- MTV Lituania y Letonia (sustituido por MTV Europe el 18 de noviembre de 2009)
- VH1 Rusia (sustituido por VH1 Europa el 1 de julio de 2010)
- MTV (Rusia) (sustituido por el Friday 1 de junio de 2013)
- MTV (Oriente Medio) (reemplazado por MTV Live HD el 5 de enero de 2015)
- VH1 Reino Unido e Irlanda (cerrado el 7 de enero de 2020)
- VH1 Classic (reemplazado por MTV 80s el 5 de octubre de 2020)
- MTV Rocks (reemplazado por MTV 90s el 5 de octubre de 2020)
- MTV Base Francia (cerrado el 2015)
- MTV Idol (cerrado el 2015)
- MTV Pulse (cerrado el 2015)
- VH1 Europe (reemplazado por MTV 00s el 2 de agosto de 2021)